# 蝉トンネル

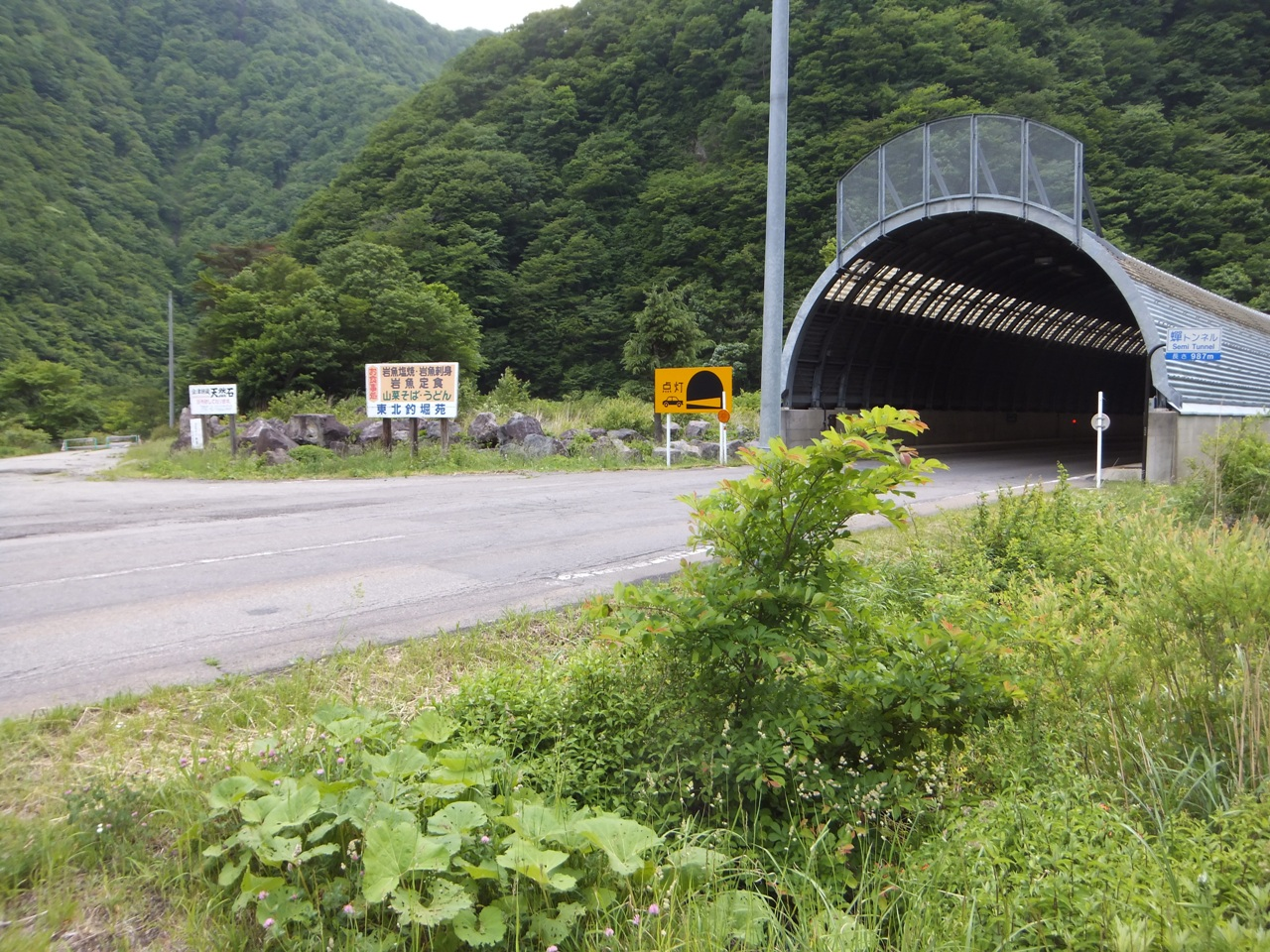
蝉トンネル(右側),旧道(左側)

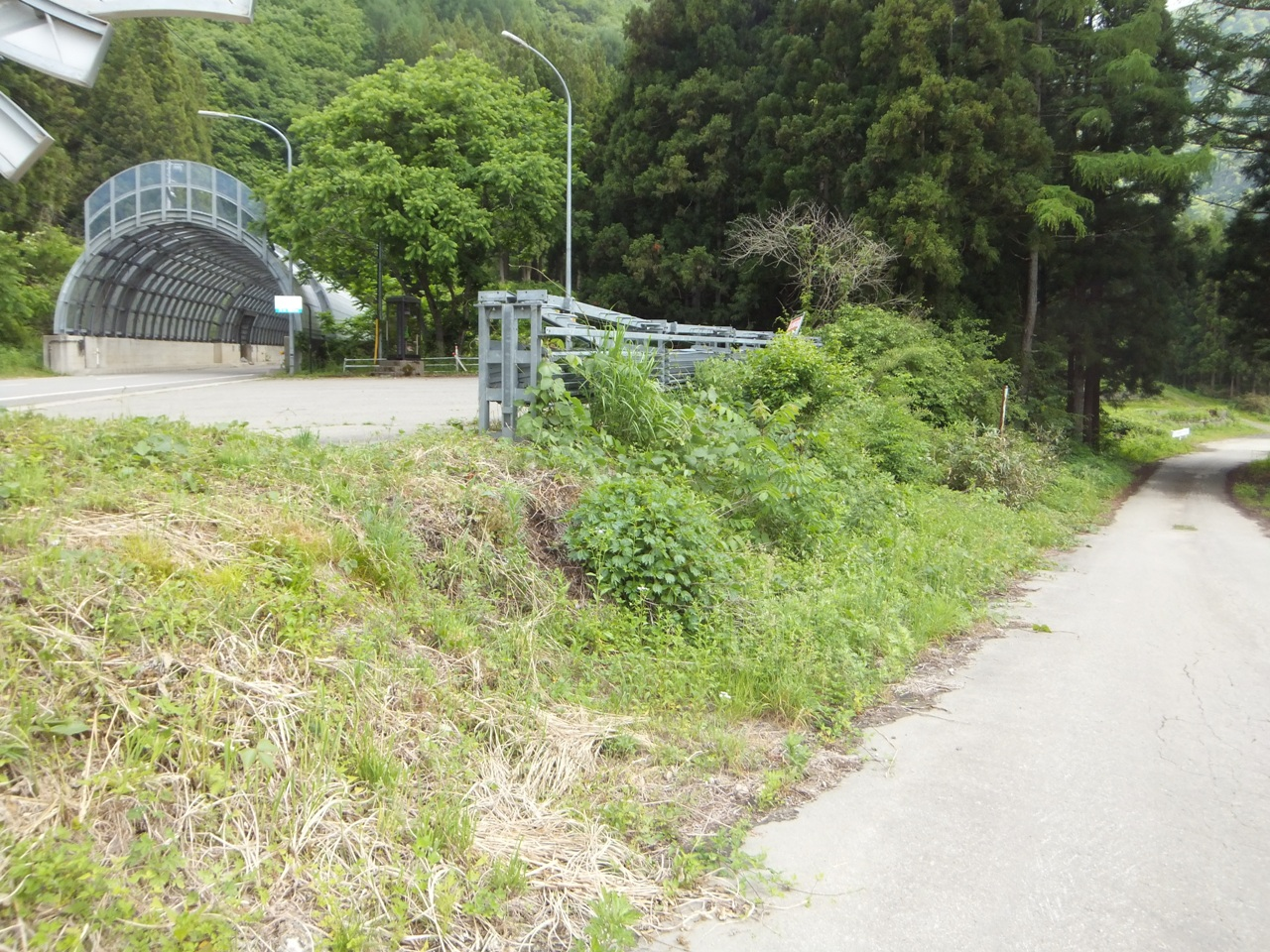
蝉トンネル(左側),旧道(右側)

蝉トンネル（せみトンネル）は、福島県南会津郡下郷町にある道路トンネルである。

## 概要
- 全長：800.0m
- 幅員：6.0(8.0)m
- 有効高：4.5m
- 工法：上部半断面先進工法・側壁導坑先進工法
- 施工：三和建設工事共同企業体
- 竣功 - 1987年（昭和62年）7月

下郷町枝松に位置し、国道118号を通す。東西両側からスノーシェルターが伸びており、当トンネルの扁額、銘板がシェルター外側に設置されているため、路面からこれらを目にすることはできない。
平時には落石、冬季には雪崩、長雨の時期には鶴沼川の増水による冠水と一年を通して通行に危険が伴っていた当時の主要地方道須賀川田島線の改良事業として建設され、1983年11月24日に起工式が行われた。1985年12月26日に貫通し、1987年7月31日に開通した。総工費は14億1900万円。その後1993年に国道118号に指定された。
旧道は現在法面崩壊による閉鎖されている。1971年に廃止された「CAUTION」（現在のその他の危険）の標識が現存している。更にそれ以前の旧来の蝉峠は鶴沼川対岸の蝉山の山中に位置していた。